# Red Flag
 (décembre 2021).
Si vous disposez d'ouvrages ou d'articles de référence ou si vous connaissez des sites web de qualité traitant du thème abordé ici, merci de compléter l'article en donnant les références utiles à sa vérifiabilité et en les liant à la section « Notes et références ».
Pour les articles homonymes, voir Red Flag Linux.

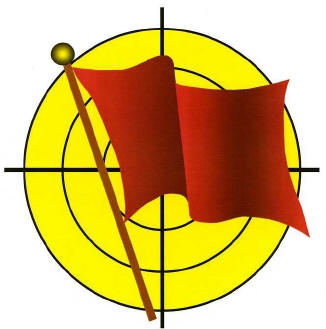
Logo de Red Flag

Red Flag (en français : « drapeau rouge ») est un exercice militaire aérien impliquant plusieurs pays alliés et se déroulant à partir de la base aérienne Nellis, dans le désert du Nevada, aux États-Unis, et de la base Eielson en Alaska. 
Depuis 1975, des équipages de l'US Air Force et de différentes forces aériennes alliées se livrent à cet exercice en grandeur réelle qui dure six semaines.
Cet exercice est organisé quatre à six fois par an par le 414e escadron d'entraînement au combat (414th Combat Training Squadron (en), lui-même surnommé "Red Flag") et crée des situations très proches du combat réel.
En particulier par l'utilisation de munitions réelles pour certains bombardements.

## Organisation

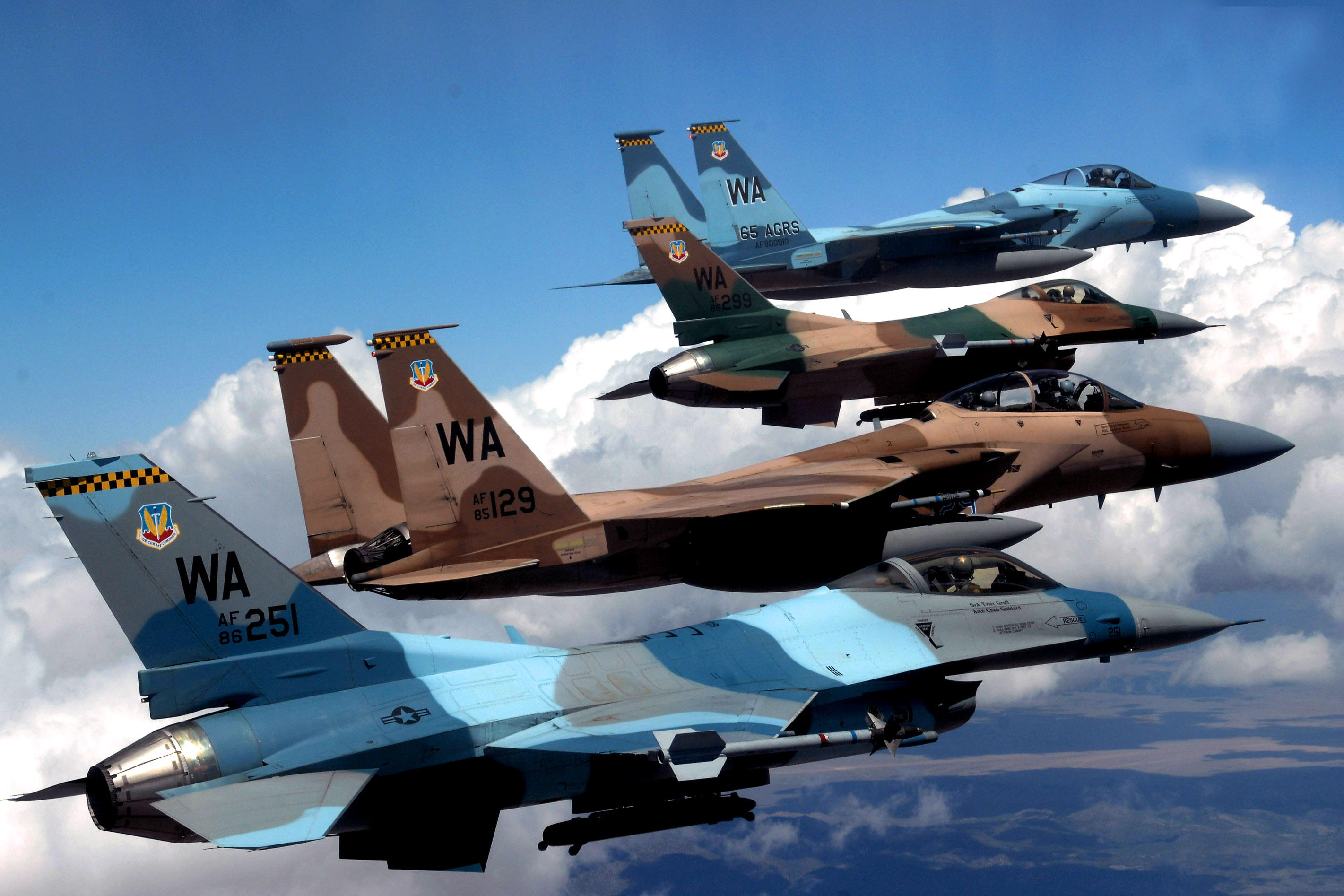
2 F-15 et 2 F-16 des Agressors en vol.

La mission de Red Flag est d'améliorer la préparation et les chances de survie au combat des participants en créant un environnement d'entraînement aussi réaliste que possible, ainsi qu'un forum qui encourage l'échange d'idée librement. Pour arriver à cela, les unités de combat US et alliées s'impliquent dans des scénarios d'entraînement au combat conçus et encadrés minutieusement dans le complexe de Nellis. Ce complexe est situé au nord-ouest de Las Vegas, Nevada, et couvre une surface de 60 × 100 milles nautiques, soit environ 100 × 180 km soit à peu près la moitié d'un pays comme la Suisse. Cet espace permet à l'exercice de se dérouler à très grande échelle.
Dans un exercice typique, la force « bleue » (c'est-à-dire « amie ») engage la force « rouge » (hostile) dans des situations de combat réel.
La force bleue est composée d'éléments des forces suivantes : Air Combat Command, Air Mobility Command, United States Air Forces in Europe, Pacific Air Forces, Air National Guard, Air Force Reserve Command, U.S. Army, U.S. Navy, U.S. Marine Corps, Force aérienne du Canada ainsi que d'autres forces aériennes alliées. Elle est dirigée par un seul commandant, qui coordonne l'emploi des différentes forces au sein d'un plan global, et décide des tâches de chacun.
La force rouge est composée des escadrons suivants : 57th Wing's 57th Adversary Tactics Group, 64e escadron des « agresseurs » (64th Aggressor Squadron) équipé en 2008 de F-16 et 65e escadron des « agresseurs » (65th Aggressor Squadron (en)) équipés en 2008 de F-15. Pour créer une menace aérienne réaliste et permettre de comparer les tactiques des uns et des autres, la force rouge comporte également des éléments de l'US air force, de l'US Navy, et de l'US Marine Corps, volant avec les équipements embarqués de guerre électronique du 507e escadron de défense des « agresseurs ».
Le 527e (escadron d'active) et le 26e escadron (escadron de réserve) d'agresseur sont également capables de brouiller les signaux GPS. De plus, le commandement de la force rouge est en mesure de simuler un système intégré de défense aérienne réel.
L'élément clé des opérations est le procédé d'évaluation des performances de chacun et de débriefing. Un ensemble informatique extrêmement puissant et entièrement affecté à cette tâche, le RFMDS (Red Flag Measurement and Debriefing System) permet de suivre et d'analyser en temps réel les différentes manœuvres, tactiques, positions et état des participants et des menaces.
Le commandant de la force bleue peut avoir un compte rendu des missions directement par le RFMDS.
Une année typique d'exercice flag comprend un exercice dénommé green flag (« drapeau vert »), exercice de support aérien réalisé conjointement avec l'armée de terre des États-Unis, et un exercice maple flag (littéralement « drapeau d'érable »), concernant l'armée canadienne, ainsi que 4 exercices red flag. Chaque exercice red flag voit participer une variété d'appareils et de missions d'interdiction, d'attaque, supériorité aérienne, suppression des défenses, transport, ravitaillement, et reconnaissance. Sur une période de 12 mois, plus de 500 appareils effectuent plus de 20 000 sorties et participent à entraînement de 5 000 équipages et 14 000 personnels de maintenance et logistique.
Avant le début des manœuvres flag, l'encadrement red flag dirige une conférence où les représentants des différentes unités développent la taille et la forme de leur participation. Tous les aspects de l'exercice, y compris le positionnement des personnels, leur répartition, leur transport vers Nellis, les distributions et les quantités de munitions, les scénarios d'entraînement, sont définis de façon à être aussi réalistes que possible.

## Origines
Les origines de cet exercice remontent à la guerre du Viêt Nam, durant laquelle les piètres performances des pilotes de l'US Air Force furent qualifiées d'inacceptables, en combat air-air rapproché, cela en comparaison des combats des guerres précédentes. Le bilan des combats aériens au-dessus du nord Viêt Nam entre 1965 et 1973 fut un ratio de 2,2 avions ennemi abattu pour 1 ami — durant l'opération Linebacker, qui dura de juin à juillet 1972, ce ratio tomba en dessous de 1 pour 1.
Parmi les nombreux facteurs responsables de cette situation, il y avait clairement le manque de programme d'entraînement au combat air-air réaliste. La théorie militaire de l'époque était que cette formation, ainsi que l'emport de canons par des appareils de combat, était inutile. L'usage intensif de missile air-air à longue portée (capables de frapper au-delà de l'horizon) rendait ces techniques et ce matériel obsolètes.
Une analyse de l'Air Force (opération « baron rouge 2 »), montrait que les chances de survie d'un pilote augmentaient radicalement s'il survivait à 10 missions de combat. L'US Air Force réapprenait les vertus de l'expérience. Red Flag fut créé en 1975 pour offrir aux pilotes l'opportunité d'effectuer 10 missions simulées d'un grand réalisme dans un environnement d'entraînement sécurisé, permettant de mesurer les résultats. Beaucoup de pilotes avaient été perdus à la suite d'attaques de missiles sol-air (les fameux « SAM ») et Red flag prépara donc également les pilotes à ces situations.
Le concept provenait du colonel David Burney, mais c'est le colonel Richard « Moody » Suter qui fut chargé de le mettre en place, ainsi que de persuader le Lieutenant-General Robert J. Dixon, dirigeant le Commandement tactique aérien (Tactical Air Command), d'adopter le programme. Le 1er mars 1976, le 4440e Tactical Fighter Training Group, surnommé "Red flag" fut chargé de mener à bien cette mission.
Les membres de l'escadron des agresseurs, ceux à qui s'opposent les pilotes entraînés, furent choisis parmi les plus affûtés des pilotes de l'US Air Force. Ils furent de plus formés aux doctrines et méthodes de l'Union soviétique, ainsi que d'autres ennemis potentiels des États-Unis et de leurs alliés, de façon à représenter plus fidèlement ce que les pilotes de l'OTAN auraient à affronter en combat réel. Les agresseurs furent d'abord équipés de T-38 Talon afin de simuler les MiG-21. Peu après furent ajoutés des F-5 Tiger et Tiger 2, peints aux couleurs des avions soviétiques. Il devint rapidement l'appareil de référence des agresseurs avant que ne fût introduit le F-16. Les 64e et 65e AGRS (AGRessors Squadron) utilisent des F-16 et F-15 pour simuler respectivement des MiG-29 Fulcrum et des Su-27 Flanker et continuent à être décorés aux couleurs de l'EX-URSS.
Cette approche diffère de celle employée par la Marine américaine pendant la guerre du Viêt Nam pour améliorer les performances de ses pilotes. Plutôt qu'un exercice à grande échelle, impliquant plusieurs unités, l'US Navy créa, en 1969, la United States Navy Fighter Weapons School plus connue sous le nom de Top Gun, destinée à « former les formateurs », et où les différentes unités de l'US Navy envoient s'entraîner leurs meilleurs éléments. Une fois « diplômés », ceux-ci retournent dans leurs unités pour partager leurs nouvelles connaissances.
L'équivalent pour la Navy de l'escadron des agresseurs, nommé « escadron des adversaires » est également basé sur le site de Top Gun, sur la base de Miramar. Les exercices de la Navy font également participer des unités basées à Oceana, Leemore et Key West. Ces escadrons étaient à l'origine dotés de A-4 Skyhawk, mais la Navy les équipa ensuite de F-5E, de F-21 Kfir, de F-16N spécialement équipés, et de F/A-18A Hornet. Les exercices, analogues à ceux de Red flag, se déroulent à la base de Fallon, où s'opposent des appareils volontairement très différents en taille et en maniabilité.
Le Corps des Marines (USMC) effectue deux fois par an des exercices sur la base de Yuma. Le seul escadron d'agresseur des Marines utilise des F-5-E.
Red Flag a fait l'objet d'un téléfilm des années 1970 nommé Red Flag: The Ultimate Game. Red Flag fut aussi décrit dans un film IMAX de 2004 nommé Fighter Pilot: Operation Red Flag.

## Pays participant ou ayant participé aux exercices Red Flag
- Allemagne
- Arabie saoudite
- Australie
- Belgique
- Brésil (juillet 1998 et août 2008)
- Canada
- Colombie (juillet 2012, 2018 et 2019)
- Corée du Sud
- Danemark
- Égypte
- Espagne
- États-Unis
- France (août 2008, avril 2009, juin 2012)
- Inde
- Israël
- Italie
- Japon
- Maroc
- Norvège
- Nouvelle-Zélande
- Pays-Bas
- Portugal (mars 2000)
- Qatar (janvier 2013)
- Royaume-Uni
- Singapour
- Suède
- Turquie
- Venezuela (1992 et 1996)

## Galerie photographique

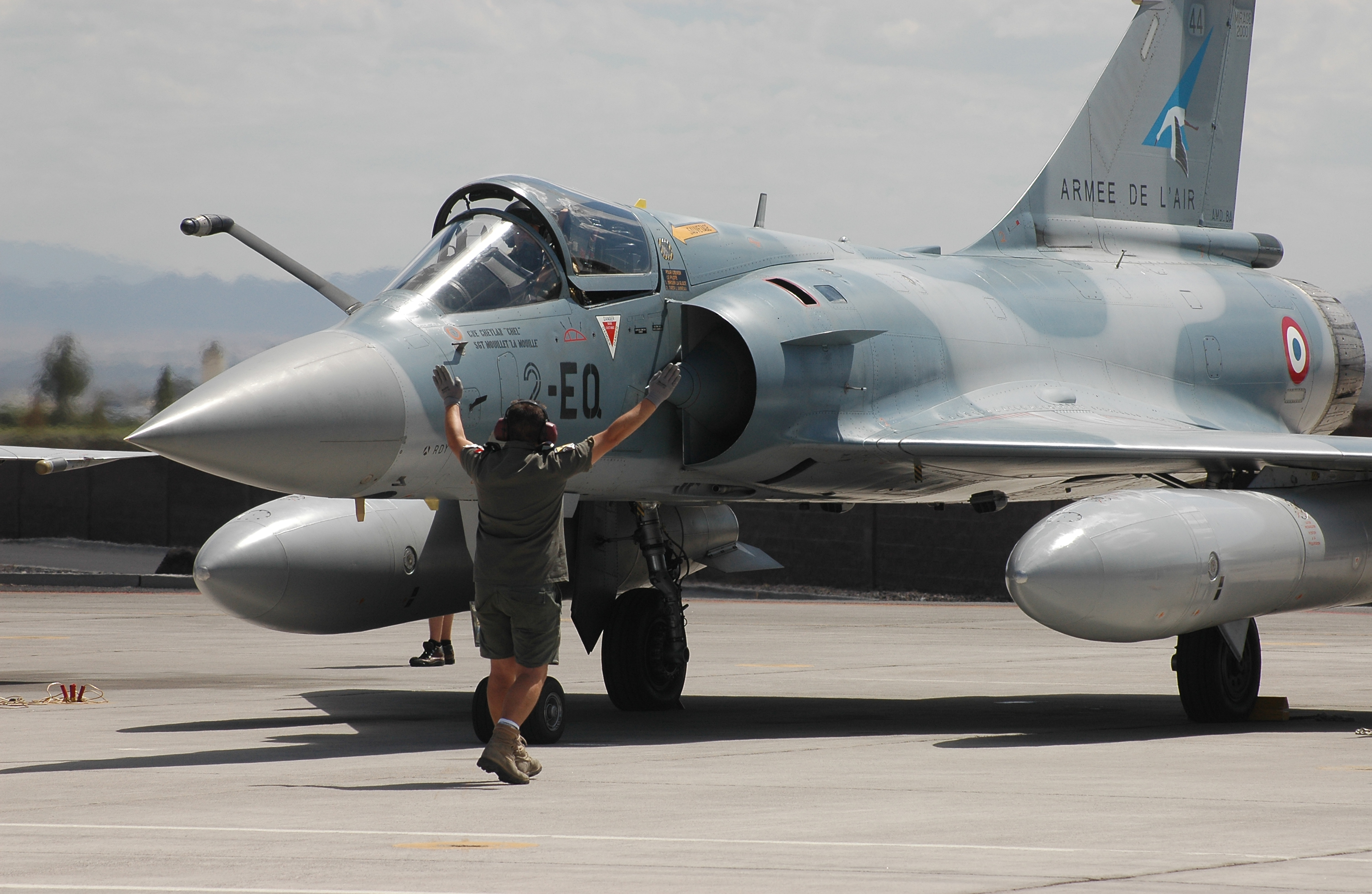
Mirage 2000 français en 2006.
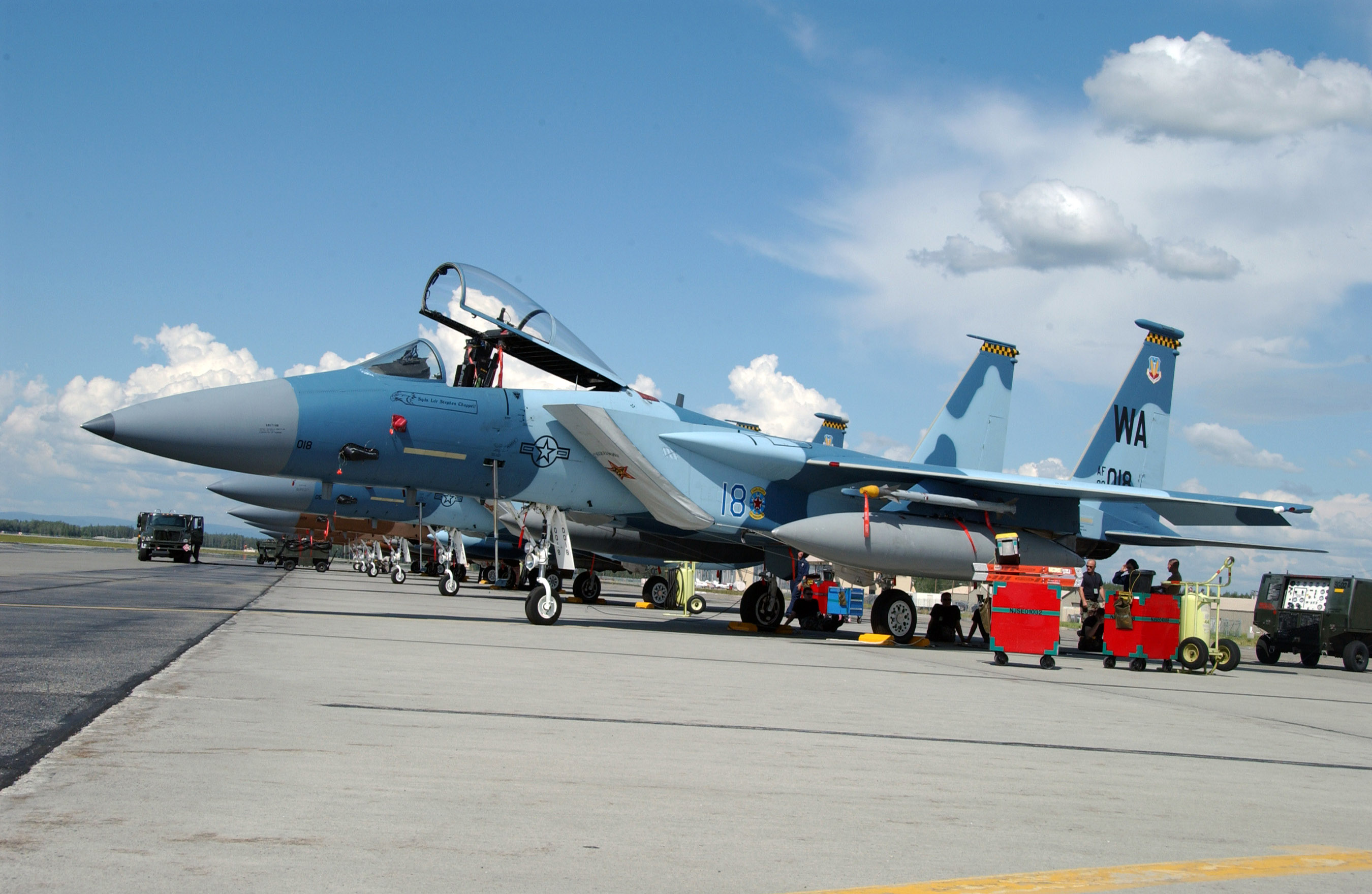
Alignement de F-15 des Agressors du 65th Squadron en 2007 avant leur départ pour l'Alaska.
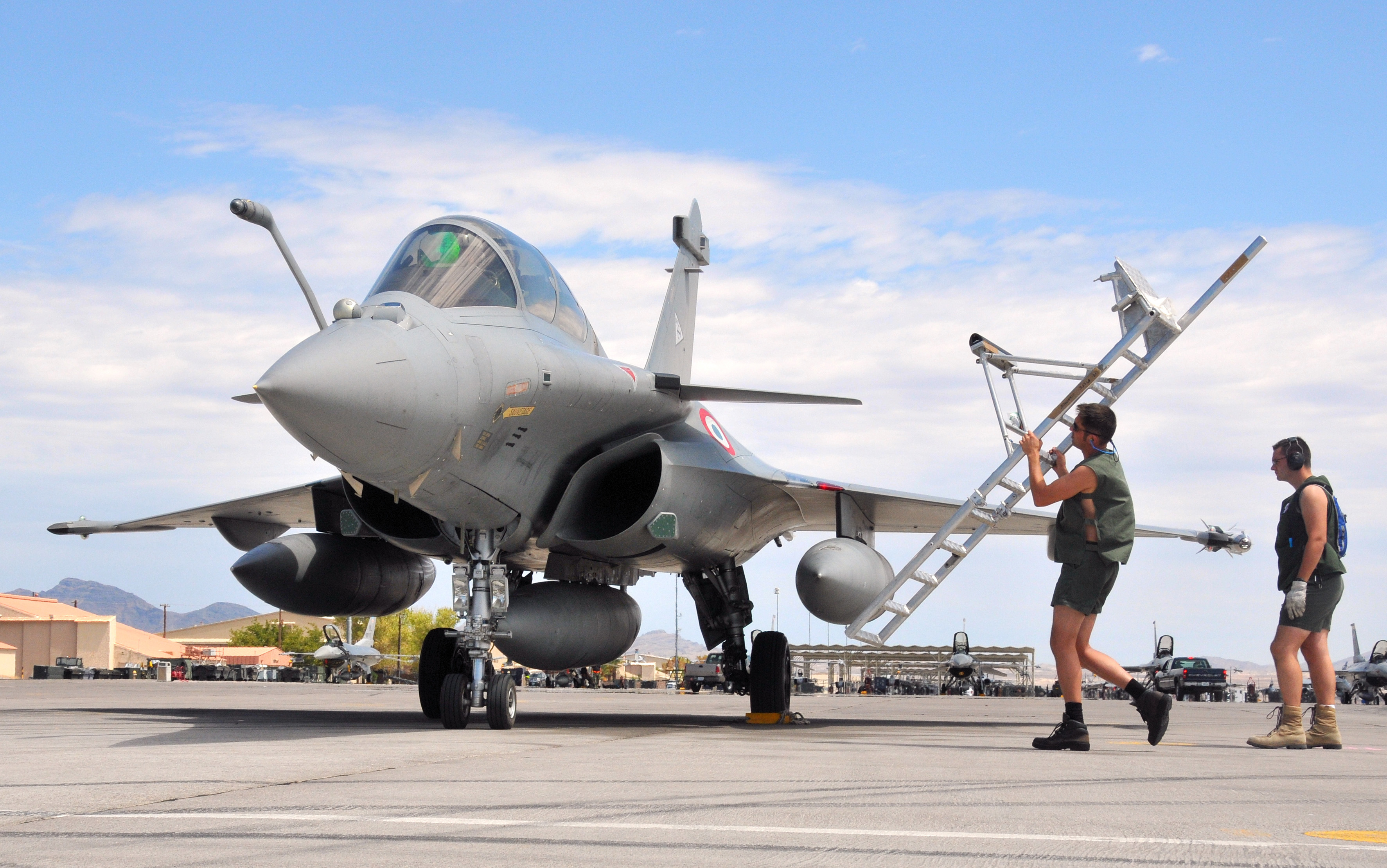
Un Rafale de l'Armée de l'air française arrive sur la Nellis Air Force Base (Nevada) pour l'exercice Red Flag 08-4 le 7 août 2008.
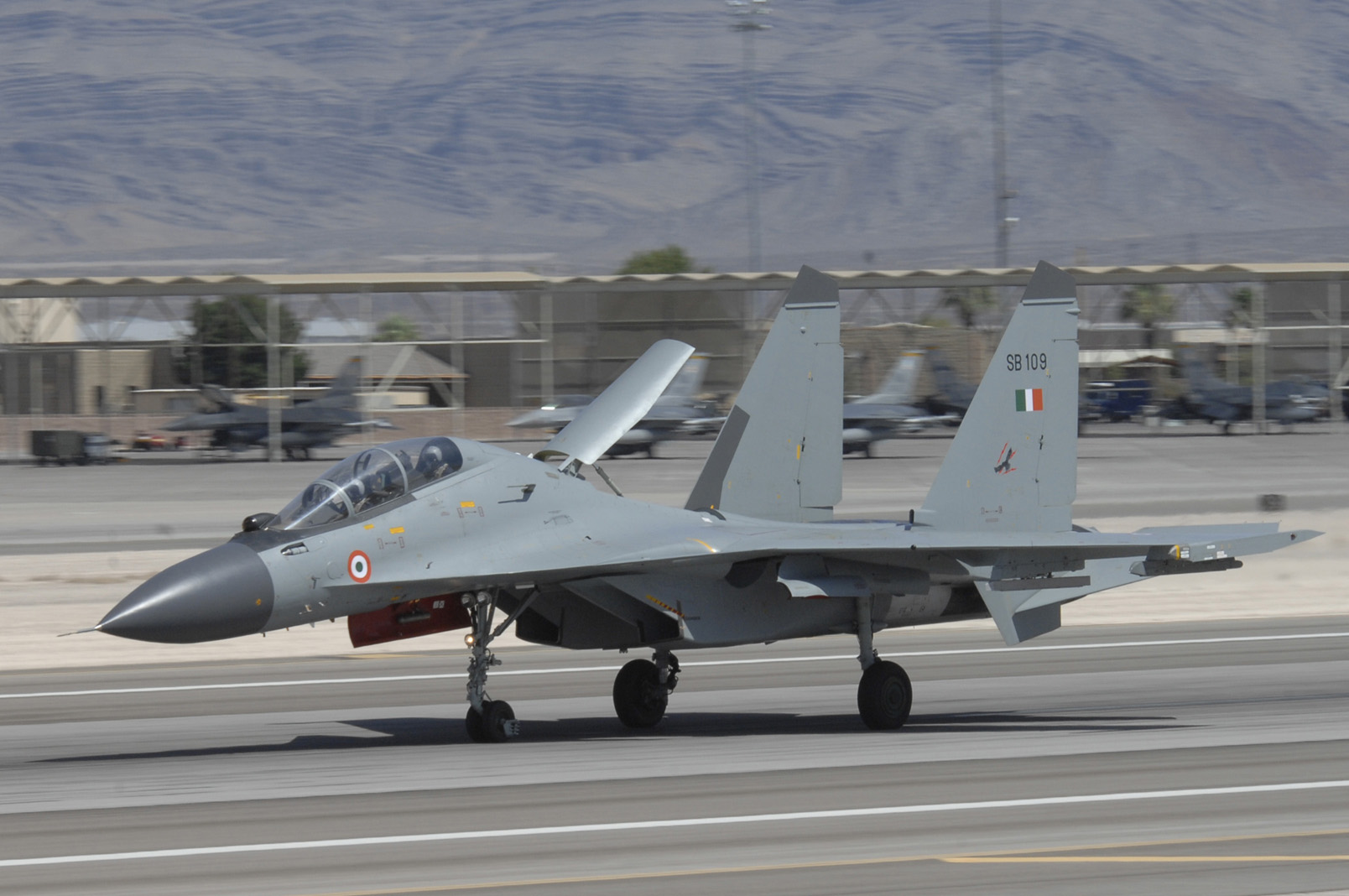
Un Su-30 de la Indian Air Force à Nellis en 2008.

### Sources
- (en) "Red Flag", AIR FORCE November 2000
- (en)[PDF] "The New Aggressors", AIR FORCE January 2007